# Wytoka (gmina Rudniki)
Wytoka – kolonia w Polsce położona w województwie opolskim, w powiecie oleskim, w gminie Rudniki, w sołectwie Żytniów nad Prosną.
W latach 1975–1998 miejscowość położona była w województwie częstochowskim.